# Stanisław Kakowski
Stanisław Kakowski ps. „Kaźmierczuk” (ur. 11 listopada 1898 w Dzielinie, zm. 14 października 1951 w Kadzielni) – żołnierz antykomunistycznego podziemia zbrojnego na północnym Mazowszu.

## Życiorys
Pochodził z mazowieckiej szlachty zaściankowej, był synem Józefa i Agaty z Żebrowskich. Uczestniczył w rozbrajaniu Niemców w 1918 r., a w latach 1919–1921 służył w Wojsku Polskim, m.in. w łączności przy Sztabie Generalnym. Podczas służby poznał osobiście marszałka Józefa Piłsudskiego, bywał służbowo w Belwederze. Po demobilizacji gospodarował na własnej ziemi. W grudniu 1923 r. poślubił w Czernicach Zofię Zembrzuską, również wywodzącą się z drobnej szlachty mazowieckiej. Miał z nią czworo dzieci: synów Henryka, Kazimierza i Huberta oraz córkę Krystynę.
Mimo znajomości z marszałkiem Piłsudskim, Stanisław Kakowski związał się ze Stronnictwem Narodowym. Jednak podczas okupacji niemieckiej wstąpił do ZWZ-AK, a nie do NSZ. W Armii Krajowej dowodził placówką konspiracyjną na terenie ówczesnej gminy Chojnowo. Od 1944 r. ukrywał się przed aresztowaniem. Po zakończeniu działań wojennych kontynuował działalność niepodległościową w ramach Obwodu Ruchu Oporu Armii Krajowej Przasnysz kryptonim „Las”. W końcu 1946 r., po rozbiciu mazowieckiego ROAK przez bezpiekę, przeszedł do XVI Okręgu Narodowego Zjednoczenia Wojskowego. Od przełomu 1948 i 1949 r. działał w strukturach podlegających Mieczysławowi Dziemieszkiewiczowi. Słynny „Rój” mianował go dowódcą kilkuosobowego patrolu partyzanckiego. Od 1949 do 1951 r. „Kaźmierczuk” brał udział w licznych akcjach dywersyjnych przeprowadzonych przez oddział „Roja”, m.in. 19 października 1949 r. w opanowaniu osady Czernice Borowe i rozbiciu posterunku Milicji Obywatelskiej (znał bardzo dobrze miejscowe stosunki).
Patrol dowodzony przez Kakowskiego oraz inne struktury konspiracyjne rozpracowywane były w odrębnym rozpracowaniu agenturalnym o kryptonimie „Rozbitki”. Objęło ono 31 osób z grona jego rodziny i krewnych. Kakowski cieszył się dużym autorytetem wśród ludności powiatu przasnyskiego, co szczególnie drażniło lokalne władze.
Oddział „Roja” utrzymywał się stosunkowo długo na ziemiach północnego Mazowsza. 25 lutego 1950 r. w miejscowości Osyski w powiecie ciechanowskim zlikwidowany został patrol Ildefonsa Żbikowskiego „Tygrysa”, a 23 czerwca 1950 r. w Popowie Borowym, powiat pułtuski, KBW i UB zlikwidowały patrol Władysława Grudzińskiego „Pilota”. 13 kwietnia 1951 r. w Szyszkach w powiecie pułtuskim polegli „Rój” i Bronisław Gniazdowski „Mazur”. 20 września zginął Stanisław Tadżak „Wilk”. Na posterunku z żołnierzy „Roja” pozostał jedynie Stanisław Kakowski z dwoma podwładnymi.
Od marca 1951 r. patrol „Kaźmierczuka” w składzie: Stanisław Kakowski, jego syn Henryk Kakowski „Henryk”, „Herkules” oraz Jerzy Miączyński „Bohun”, „Szary”, ukrywał się w gospodarstwie Anastazego Pszczółkowskiego we wsi Kadzielnia, na strychu obory.
14 października 1951 r. bezpieka zlokalizowała patrol „Kaźmierczuka” dzięki donosowi zdrajcy – agenta UB. Około szóstej rano partyzanci zostali okrążeni w Kadzielni przez kilkusetosobową grupę operacyjną KBW i UBP. Początkowo do zabudowań Pszczółkowskiego podszedł patrol trzech żołnierzy KBW i zaczął przeszukiwać stodołę. Wówczas partyzanci otworzyli ogień. Zginął jeden kagebowiec. Wojsko zaczęło strzelać pociskami zapalającymi, od których zajął się dach obory. Ogień przeniósł się na stodołę, a następnie na zabudowania Edmunda Chmielewskiego. W czasie gwałtownej wymiany ognia dwóch partyzantów padło podczas próby przebicia, zaś sam „Kaźmierczuk” pozostał w płonącej stodole. Jedna z wersji głosi, że popełnił samobójstwo.
Ciała zabitych zostały przewiezione do Przasnysza i w siedzibie PUBP przy ul. Joselewicza 4 okazane rodzinie. Żona Stanisława Kakowskiego Zofia w obawie przed dalszymi represjami twierdziła, że ich nie rozpoznaje. Inaczej zareagował jej syn Kazimierz. Kiedy zażądał od ubeków zwrotu ciał ojca i brata, został ciężko pobity. Podobnie potraktowano również jego siostrę Krystynę. Ciała Stanisława i Henryka Kakowskich najprawdopodobniej spoczywają gdzieś w pobliżu dawnej siedziby UB w Przasnyszu.
Po likwidacji patrolu „Kaźmierczuka” represje dotknęły mieszkańców Kadzielni i okolic, wspomagających żołnierzy NZW. UB aresztowała Anastazego Pszczółkowskiego, Zenobiusza Chmielewskiego, Edmunda Chmielewskiego, Aleksandra Sosnowskiego i Mieczysława Morawskiego. Zostali oni skazani na kary więzienia – od roku do pięciu lat. Eugeniusz Pszczółkowski, który zaprzeczył jakimkolwiek kontaktom z partyzantami, przesiedział w areszcie 11 dni.
Wraz ze śmiercią Mieczysława Dziemieszkiewicza „Roja” i patrolu Stanisława Kakowskiego „Kaźmierczuka” przestał istnieć najaktywniejszy oddział Narodowego Zjednoczenia Wojskowego na północnym Mazowszu.